# Camilla Johansson (simmare)
 Camilla Marie Johansson, gift Sponseller, född den 9 januari 1974 i Vellinge, är en svensk före detta tävlingssimmare (främst ryggsim, men även frisim, speciellt i lagkapper) som deltog vid Olympiska spelen 2000 i Sydney där hon deltog i det svenska laget på 4×100 m medley (tionde plats) och 100 m ryggsim (31:a plats). Hon simmade för Växjö SS till 1999, då hon följde sin tränare till Trelleborgs SS. I slutet av 1990-talet studerade (tog exemen i maj 2000) och simtränade hon vid Arizona State University.
Camilla Johansson deltog även vid Världsmästerskapen i kortbanesimning 1997 (nia på 200 m ryggsim och sextonde på halva distansen), 2000 (21:a på 100 m ryggsim och deltog på ryggsimssträckan för det svenska laget i försöken på 4×100 m medley, vilket gick till final och vann denna, men med Johansson utbytt mot Therese Alshammar) och 2002 (27:a på 50 m ryggsim, 21:a på 100 m ryggsim och, liksom två år tidigare, simmade hon ryggsimssträckan i försöken på 4×100 m medley, byttes ut mot Alshammar i finalen och fick se det svenska laget vinna från läktaren).
Vid Långbane-EM 2000 kom Johansson på femtonde plats på både 100 m och 200 m ryggsim. Hon var med i det svenska laget som hade bästa försökstid på 4×100 m medley, byttes ut mot Therese Alshammar till finalen och blev europamästare på läktaren tillsammans med Maria Östling (som fått lämna plats åt Emma Igelström).
Vid Europamästerskapen i kortbanesimning 2000 blev Camilla Johansson tolva på 50 m ryggsim (efter att ha haft elfte tid i försöken). På dubbla distansen hade hon tionde försökstid, sedan sjunde tid i semifinal och i karriärens enda internationella mästerskapsfinal blev hon sjua. I medleylagkappen var det enda avvikande att det var 4×50 m i stället för det dubbla: bästa försökstid, in med Alshammar och sedan titta på när det svenska laget vann.

## Svenska mästerskap
Camilla Johansson deltog på SM redan 1989 (på kortbana blev hon trettonde på 100 m rygg och sjua i lagkapp 4×100 m medley, och på långbana tia på 100 m rygg) och vann med tiden nitton individuella svenska mästerskap (åtta på lång bana och elva på kort) under sin karriär. Medaljtabell:
| Inomhus        | Kortbana | Kortbana | Kortbana | Kortbana | Kortbana | Kortbana | Kortbana | Kortbana | Kortbana       | Kortbana       | Kortbana       | Kortbana       | Kortbana       |
| Distans        | 1991     | 1992     | 1993     | 1994     | 1995     | 1996     | 1997     | 1998     | 1999           | 2000           | 2001           | 2002           | 2003           |
| -------------- | -------- | -------- | -------- | -------- | -------- | -------- | -------- | -------- | -------------- | -------------- | -------------- | -------------- | -------------- |
| 50 m ryggsim   |          |          |          |          |          |          |          |          |                |                |                |                |                |
| 100 m ryggsim  |          |          |          |          |          |          |          |          |                |                |                |                |                |
| 200 m ryggsim  |          |          |          |          |          |          |          |          |                |                |                |                |                |
| 200 m medley   |          |          |          |          |          |          |          |          |                |                |                |                |                |
| 4×50 m frisim  |          |          |          |          |          |          |          |          |                |                |                |                |                |
| 4×100 m frisim |          |          |          |          |          |          |          |          |                |                |                |                |                |
| 4×200 m frisim |          |          |          |          |          |          |          |          |                |                |                |                |                |
| 4×50 m medley  |          |          |          |          |          |          |          |          |                |                |                |                |                |
| 4×100 m medley |          |          |          |          |          |          |          |          |                |                |                |                |                |
| Klubb          | Växjö SS | Växjö SS | Växjö SS | Växjö SS | Växjö SS | Växjö SS | Växjö SS | Växjö SS | Växjö SS       | Trelleborgs SS | Trelleborgs SS | Trelleborgs SS | Trelleborgs SS |
| Utomhus        | Långbana | Långbana | Långbana | Långbana | Långbana | Långbana | Långbana | Långbana | Långbana       | Långbana       | Långbana       | Långbana       | Långbana       |
| Distans        | 1991     | 1992     | 1993     | 1994     | 1995     | 1996     | 1997     | 1998     | 1999           | 2000           | 2001           | 2002           | 2003           |
| 50 m ryggsim   |          |          |          |          |          |          |          |          |                |                |                |                |                |
| 100 m ryggsim  |          |          |          |          |          |          |          |          |                |                |                |                |                |
| 200 m ryggsim  |          |          |          |          |          |          |          |          |                |                |                |                |                |
| 4×200 m frisim |          |          |          |          |          |          |          |          | [ 36 ]         |                |                |                |                |
| 4×50 m medley  |          |          |          |          |          |          |          |          |                |                |                |                |                |
| 4×100 m medley |          |          |          |          |          |          |          |          | [ 37 ]         | [ 38 ]         |                |                |                |
| Klubb          | Växjö SS | Växjö SS | Växjö SS | Växjö SS | Växjö SS | Växjö SS | Växjö SS | Växjö SS | Trelleborgs SS | Trelleborgs SS | Trelleborgs SS | Trelleborgs SS | Trelleborgs SS |

Camilla Johansson hade "oturen" att vara samtida med Therese Alshammar. Alla gånger Johansson stod på prispallen på 50 m eller 100 m ryggsim under 1990-talet, stod Alshammar överst. 200-metersloppen fick hon dock ha ifred (utom 1998).

## Svenska rekord
Vid SM på kortbana i Göteborg satte Camilla Johansson nytt svenskt rekord på 200 m ryggsim med tiden 2.10,76 den 30 mars 1997, en förbättring av det gamla rekordet med 1,73 sekunder. Detta rekord stod sig i drygt sju år, till den 20 november 2004, när Carin Möller simmade på 2.09,83 vid en GP-tävling i Malmö.
1995 förbättrade Växjö SS damer (Camilla Johansson, Hanna Jaltner, Frida Johansson och Cecilia Gadd), sitt eget kortbanerekord från SM 1993 (Johansson, Jaltner, Gadd och Malin Ulveklint, 4.11,42) på 4×100 m medley då de simmade på 4.11,38 vid SM i Växjö. Detta rekord stod sig sedan till 2000.

## Utmärkelser
Camilla Johansson tilldelades Stora Flickors märke 1997.

## Personligt
Camilla Johansson-Sponseller är gift med Ryan Allen Sponseller (1975-), universitetslektor vid Institutionen för ekologi, miljö och geovetenskap, Umeå universitet.